# Пешеходная зона
Пешехо́дная зо́на — городская территория исключительно для пешеходного движения, где запрещено передвижение на автотранспортных средствах, за исключением автомобилей спецслужб, коммунальной техники.
Первые пешеходные зоны появились в 1950-х годах в Европе.
- Дорожный знак «Пешеходная зона» в Германии
- Дорожный знак «Конец пешеходной зоны» в Германии
- Дорожный знак «Пешеходная зона» в Австрии
- Дорожный знак «Конец пешеходной зоны» в Австрии

## В России
В российской практике пешеходная зона — территория, обозначенная со всех сторон по периметру дорожным знаком 5.33 «Пешеходная зона». Пешеходная зона заканчивается в месте установления дорожного знака 5.34 «Конец пешеходной зоны». В пешеходной зоне запрещается движение механических транспортных средств. Однако существуют так называемые трамвайно-пешеходные улицы, где сделано исключение для трамвая.
Самая известная — улица Арбат в Москве (в народе — «Старый Арбат»), полностью пешеходная с 1985 года.
Улица Ленина в Орле — одна из первых пешеходных в России (с 1973 года).
- Дорожный знак 5.33 «Пешеходная зона» в России
- Дорожный знак 5.34 «Конец пешеходной зоны» в России